# Alena Jančíková
Alena Jančíková (* 15. prosince 1977 Bruntál) je dlouholetá předsedkyně České asociace paraplegiků (dříve Svaz paraplegiků).

## Životopis
Alena Jančíková si v 17 letech po pádu ze stromu zranila páteř a míchu, následkem čehož ochrnula.Na vozíku dokončila střední školu, získala práci webmastera na Městském úřadě v Bruntále a poté v pražském Centru Paraple. Následně se stala ředitelkou České asociace paraplegiků.
V roce 2007 se stala sportovním koordinátorem pro lidi po úrazech páteře a odstěhovala se do Prahy. Realizuje projekty jako např. VozejkMap nebo Vozejkov. Podílí se také na vytváření podmínek pro návrat osob po úrazu míchy do běžného života. Podílela se svými připomínkami na koncepci bezbariérového Malešického parku v Praze 10 a na pilotním projektu – zřízení speciálních startovacích bytů pro vozíčkáře v Malešickém penzionu.
V roce 2013 získala Cenu Olgy Havlové, v roce 2015 obdržela Stříbrnou pamětní medaili Senátu na návrh senátorky Ivany Cabrnochové.